# Switchblade (БпЛА)
Switchblade (укр. «Світчблейд», у перекладі «викидний ніж») — тактичний баражуючий боєприпас розробки американської компанії AeroVironment, призначений для ураження противника методом самознищення. Switchblade достатньо малий для носіння в рюкзаку, його можна запускати з різних наземних, морських і повітряних платформ.
Існують два варіанти, що відрізняються максимальною відстанню ураження та потужністю боєголовки: Switchblade 300 і Switchblade 600.

## Історія
«Світчблейд» розробляли на замовлення Командування спеціальних операцій Повітряних сил США до того, як армія США також прийняла його на озброєння. Вперше «дрон-камікадзе» представили в серпні 2011 року.
Головним призначенням Switchblade було заповнити прогалину в системі застосування засобів ураження ближнього бою, з якою американські війська зіткнулися під час війни в Афганістані — у відповідь на засідки бойовиків Талібану, що влаштовувалися у складних географічних умовах гірської країни.
З огляду на те, що організація безпосередньої авіаційної підтримки дій тактичних підрозділів американської армії потребувала значного часу, щоби встигнути прибути, й до того ж це дорого, а також мала певний ризик спричинення колатеральних втрат при веденні бойових дій у міських районах. Підрозділам, які перебували поза зоною ураження засобів артилерійської підтримки, могли допомогти дорогі керовані ракети, такі як FGM-148 Javelin. Невеликі переносні безпілотні літальні апарати (БпЛА), на кшталт Raven або Puma, могли виявляти загрози, але вони не призначені для заподіяння ураження противнику. До того ж доступна зброя занадто важка, щоб її носити в горах.
Switchblade поєднує в собі багато можливостей. Цей комплекс легкий, мобільний, його можуть переносити вручну піхотинці на полі бою, й до того ж відносно недорогий. За його допомогою звичайний піхотний підрозділ може здійснювати тактичну розвідку, а в разі необхідності невеликий БпЛА, оснащений боєголовкою з ВР, спроможний швидко знаходити та знищувати, як окремих бойовиків противника, особливо в закопаних позиціях, таких як дахи чи хребти, так і броньовані об'єкти.
29 липня 2011 року армія США уклала з AeroVironment контракт на 4,9 млн доларів на «швидке розміщення» невизначеної кількості «Світчблейд» для військ в Афганістані. 20 березня 2012 року армія надала компанії замовлення зі зміною контракту на суму 5,1 мільйона доларів, таким чином збільшивши закупівлю ударних дронів на загальну суму 10 мільйонів доларів.
У травні 2012 року американський Корпус морської піхоти приєднався до придбання дронів-камікадзе, замовивши в AeroVironment партію «Світчблейд».
Основним завданням операторів «Світчблейд» було забезпечити здатність вражати точкові поодинокі та групові цілі, такі як групи моджахедів, що встановлювали саморобні вибухові пристрої (СВП). Зазвичай, після їхнього виявлення потребувався значний час, щоб морські піхотинці викликали повітряну підтримку, тому нападники встигали вислизнути до того, як великий БпЛА, ударний гелікоптер, винищувач-бомбардувальник або сили швидкого реагування можуть прибути на місце події. Також, іноді виникали ситуації, що в бойових умовах американські морські піхотинці іноді не могли своєчасно отримати підтримку через те, що інші підрозділи, що вели бій, мали пріоритетність у виконанні визначених завдань.
Switchblade досить малий, щоб поміститися в рюкзаки ALICE або MOLLE морського піхотинця, і забезпечує його застосування рядовим солдатом на полі бою.
Наприкінці 2012 року американським солдатам в Афганістані було поставлено 75 Switchblade. До січня 2013 року було здійснено кілька успішних застосувань. Хоча військові не підтверджували деталі щодо про розгортання новітньої зброї, її ефективність або тактичне застосування, командири повідомили, що воно було «дуже ефективним». Невдовзі після цього військове командування американського контингенту в Афганістані подали спільну заяву про невідкладну потребу у постачаннях додаткових комплексів. Запитувана кількість не була вказана, але була «значно більшою», ніж 75 систем, які були спочатку поставлені, і перевищила бюджетні обмеження. Switchblade здобув популярність серед солдатів, які його використовували, і повстанців, які стали мішенню. Солдати сприйняли його як цінний та високоефективний інструмент вогневого ураження, особливо з точки зору зменшення спричинення побічної шкоди. На відміну від більшості інших видів зброї, Switchblade може навмисно перервати місію або припинити атаку на об'єкт, якщо ситуація різко змінилася після запуску, дозволяючи йому вразити допоміжну ціль або самоліквідуватися, не завдаючи жертв або пошкодження майна. За даними американських військових ухилення від цілі сталося дюжину разів для того, щоб уразити другорядну ціль або знищити себе, не завдаючи жертв серед цивільного населення, які могли б бути спричинені, або завдати шкоди майну.
Наприкінці 2018 року AeroVironment розпочала роботу над новою версією дрону — Switchblade 600. У березні 2020 року компанія повідомила, що минулого року провела льотні випробування нового дрону.
У жовтні 2020 року AeroVironment представила широкому загалу нову модифікацію ударного безпілотника, який до моменту публічного відкриття пройшов 60 випробувальних польотів із наземних пускових установок по нерухомих і рухомих цілях.
31 березня 2021 року Командування спеціальних операцій США уклало контракт на 26,1 мільйона доларів США на придбання Switchblade 600. Зокрема Командування військово-морських спеціальних операцій замовило ці ударні дрони-камікадзе в ролі інструменту протидії асиметричним загрозам з монтуванням на середні та важкі бойові човни спецоперацій, які є платформою для них.
Восени 2023 року в Перській затоці Військово-морські сили США в ході навчань англ. Digital Talon провели успішні випробування комбінації Switchblade 300 з пусковою установкою, встановленою на безпілотний катер MARTAC Devil Ray T38. На катер була встановлена пускова установка на шість боєприпасів. Операторам вдалось знищити всі мішені.

## Опис БПЛА

### Switchblade 300
Switchblade 300 розроблявся як ударний БпЛА одноразового застосування для збільшення можливостей піхотних підрозділів ланки група-відділення-взвод з вогневого ураження.
Він має довжину 610 мм і важить 2,7 кг, включаючи чохол і пускову установку, що робить його невеликим і досить легким для транспортування на полі бою одним солдатом.
Switchblade складається всередині спеціального пускового контейнера, а його крила розгортаються після пуску, коли ударний снаряд потрапляє в повітря. Керування дроном-камікадзе можна здійснювати на відстані до 10 км, але його невеликий розмір обмежує його перебування в повітрі до 10 хвилин. Це робить його слабо придатним для проведення розвідувальних місій, але він корисний для ураження цілей на дальній відстані та вогневої підтримки підрозділів, що опинилися під щільним вогнем противника.
Switchblade використовує кольорову камеру та GPS для визначення, відстеження та ураження цілей, а також має можливість попереднього програмування для атаки на заздалегідь виявлену ціль.
Боєголовка має заряд вибухівки, еквівалентний 40-мм гранаті, для знищення легкої бронетехніки та особового складу.
Якщо ситуація призводить до скасування удару, оператор може відкликати Switchblade і повторно націлити його.
Ударний снаряд приводиться в рух електричним двигуном, тому його невеликі розміри та безшумний політ надзвичайно ускладнюють його виявлення або спробу перехопити, що дозволяє йому наблизитися до цілі зі швидкістю до 160 км/год у момент удару.
Switchblade використовує ту ж наземну станцію управління (GCS), що й інші БпЛА розробки AeroVironment, включаючи Wasp, RQ-11 Raven і RQ-20 Puma

### Switchblade 600
Switchblade 600 — великий баражуючий боєприпас, вагою 23 кг, але водночас є переносним і може бути налаштований за 10 хвилин.
Він розрахований на політ на відстань до 40 км за 20 хвилин, потім може баражувати у повітрі ще 20 хвилин (даючи йому загальну дальність до 80 км і атакувати зі ударною швидкістю до 185 км/год.
Дрон несе протитанкову боєголовку, призначену для знищення або виведення з ладу бронетехніки.
Система керування вогнем на основі планшета з сенсорним екраном може керувати боєприпасом вручну або автономно, і за допомогою бортових зашифрованих каналів передачі даних і модуля GPS із селективною доступністю, вона захищена проти GPS-спуфінгу із запрограмованою можливістю відключення.
Switchblade 600 може бути встановлено на наземну транспортну платформу шістьма комплектами, також існує можливість пуску з повітря, тобто виконувати роль боєприпасу типу повітря-поверхня.
Switchblade 600 може бути оснащений протитанковою боєголовкою, але мати більшу дальність і коштувати менше, ніж протитанкові ракети, зокрема FGM-148 «Джавелін».

## Бойове застосування

### Російсько-українська війна
6 травня 2022 року Збройні сили України вперше застосували Switchblade 300 проти ворога. 53 бригада продемонструвала відео обстрілу ворожих позицій. Російські телеграмканали продемонстрували фотографії рештки дрона, який вибухнув.
Наприкінці травня 2022 року в соціальних мережах було поширене відео запуску баражуючого боєприпасу Switchblade 300.
20 квітня 2023 року російські військові поширили відео уламків Switchblade 600 після успішного застосування Силами Оборони України.

## Оператори
Велика Британія
- Збройні сили Великої Британії[9]

 США
- Збройні сили США
  -  армія США
  -  Корпус морської піхоти США

 Україна
- Збройні сили України: Switchblade[10]

### Україна
У березні 2022 року повідомлялося, що США розглядають можливість надання безпілотників «Світчблейд» українським збройним силам після вторгнення Росії в Україну в 2022 році. 16 березня було підтверджено, що понад 100 Switchblade буде надано Україні в рамках пакету військової допомоги.
За даними видання Bloomberg Україні буде передано дрони Switchblade 600.
На брифінгу 5 квітня 2022 року речник Пентагону Джон Кірбі повідомив про те, що перша партія в 100 дронів уже відправлена в Україну на початку тижня (фактично, початку квітня 2022 року). Навчання операторів для них відбувається у Сполучених Штатах. А 12 квітня він повідомив, що «значна кількість цих Switchblade уже в Україні».
6 травня 2022 року Збройні сили України вперше застосували Switchblade 300 проти ворога. 53 бригада продемонструвала відео обстрілу ворожих позицій. Російські телеграмканали продемонстрували фотографії рештки дрона, який вибухнув.

### Майбутні оператори
Литва
- Збройні сили Литви: намір придбати дрони був оголошений у квітні 2022 [17]

### Відео
- Switchblade® 300 Loitering Missile and JUMP® 20 Medium Unmanned Aircraft System Integration [Архівовано 17 березня 2022 у Wayback Machine.]
- AeroVironment Family of Loitering Missile Systems [Архівовано 17 березня 2022 у Wayback Machine.]
- Switchblade® 600 Loitering Missile System — Virtual Press Briefing [Архівовано 17 березня 2022 у Wayback Machine.]